# Ostrov – The Island
Ostrov – The Island (russischer Originaltitel: Остров, „Die Insel“) ist ein im Jahre 2006 in Russland produzierter Spielfilm über den Lebensweg eines Mönches der orthodoxen Kirche. Der Film hatte einen moderaten Erfolg bei den internationalen Filmfestspielen in Venedig 2006. Er gewann als erfolgreichster russischer Film des Jahres 2007 die Filmpreise Nika und „Goldener Adler“ (Золотой орёл) in jeweils 6 Kategorien. 
Die Dreharbeiten fanden in der Siedlung Rabotscheostrowsk nahe der Stadt Kem, Karelien am Strand des Weißen Meeres statt. In der Schweiz kam der Film am 1. März 2007 in die Kinos.

## Handlung
Während des Zweiten Weltkrieges werden der Matrose Anatoli und sein Hauptmann Tichon von den Deutschen gefangen genommen. Der deutsche Offizier bietet Anatoli an, seinen Hauptmann zu erschießen und dafür selbst am Leben zu bleiben. Anatoli schießt auf Tichon und dieser fällt von Bord eines Schiffes. Die Deutschen sprengen das Schiff. Anatoli überlebt und findet in einem Kloster Zuflucht, wo er von Schuldgefühlen geplagt wird. 
Nach dreißig Jahren ist Anatoli, der sich immer noch schuldig fühlt, ein Mönch, den die Menschen aufsuchen, um von ihm Rat zu erhalten. Anatoli treibt einer jungen Frau einen Dämon aus. Der Vater dieser Frau ist Tichon. Dieser war durch den Schuss nur verwundet worden und hatte überlebt. Er vergibt Anatoli. Anatoli sieht seinen eigenen Tod voraus und bereitet sich darauf vor.